# Türkmenkarahüyük, Çumra
Türkmenkarahüyük là một xã thuộc huyện Çumra, tỉnh Konya, Thổ Nhĩ Kỳ. Dân số thời điểm năm 2011 là 663 người.